# Zygaena
Zygaena is een geslacht van vlinders uit de familie van de bloeddrupjes (Zygaenidae).

## Soorten
- Zygaena afghana Moore, [1860]
- Zygaena aisha Naumann & Naumann, 1980
- Zygaena alaica Holik & Sheljuzhko, 1956
- Zygaena algira Boisduval, 1834
- Zygaena alluaudi Oberthür, 1922
- Zygaena alpherakyi Sheljuzhko, 1936
- Zygaena amanica Reiss, 1935
- Zygaena angelicae Ochsenheimer, 1808
- Zygaena anthyllidis Boisduval, [1828]
- Zygaena araxis Koch, 1936
- Zygaena armena Eversmann, 1851
- Zygaena aurata Blachier, 1905
- Zygaena bakhtiyari Hofmann &Tremewan, 2005
- Zygaena banghaasi Burgeff, 1927
- Zygaena beatrix Przegendza, 1932
- Zygaena bornefeldii Burgeff & Reiss, 1973
- Zygaena brandti Reiss, 1937
- Zygaena brizae (Esper, 1800)
- Zygaena cacuminum Christoph, 1877
- Zygaena cadillaci Oberthür, 1921
- Zygaena cambysea Lederer, 1870
- Zygaena carniolica (Scopoli, 1763) - oogvlek-sint-jansvlinder
- Zygaena centaureae Fischer von Waldheim, 1832
- Zygaena chirazica Reiss, 1938
- Zygaena christa Reiss & Schulte, 1967
- Zygaena cocandica Erschoff, 1874
- Zygaena contaminei Boisduval, 1834
- Zygaena corsica Boisduval, [1828]
- Zygaena cuvieri Boisduval, [1828]
- Zygaena cynarae (Esper, 1789)
- Zygaena dorycnii Ochsenheimer, 1808
- Zygaena dsidsilia Freyer, 1852
- Zygaena ecki Christoph, 1882
- Zygaena elegans Burgeff, 1913
- Zygaena elodia Powell, 1934
- Zygaena ephialtes (Linnaeus, 1767) - variabele sint-jansvlinder
- Zygaena erschoffi Staudinger, 1887
- Zygaena erythrus (Hübner, [1806])
- Zygaena escalerai Poujade, 1900
- Zygaena esseni Blom, 1973
- Zygaena excelsa Rothschild, 1917
- Zygaena exulans (Hohenwarth, 1792)
- Zygaena fausta (Linnaeus, 1767)
- Zygaena faustina Ochsenheimer, 1808
- Zygaena favonia Freyer, 1844
- Zygaena felix Oberthür, 1876
- Zygaena ferganae Sheljuzhko, 1941
- Zygaena filipendulae (Linnaeus, 1758) - sint-jansvlinder
- Zygaena formosa Herrich-Schäffer, 1852
- Zygaena fraxini Ménétriés, 1832
- Zygaena fredi Reiss, 1938
- Zygaena freudei Daniel, 1960
- Zygaena fusca Hofmann, 2000
- Zygaena gallica Oberthür, 1898
- Zygaena ganymedes Herrich-Schäffer, 1852
- Zygaena gibraltarica Tremewan, 1961
- Zygaena giesekingiana Reiss, 1930
- Zygaena ginnereissi Hofmann, 2000
- Zygaena glaoua Wiegel, 1973
- Zygaena glasunovi Grum-Grshimailo, 1893
- Zygaena graslini Lederer, 1855
- Zygaena gundafica Reiss & Tremewan, 1960
- Zygaena haberhaueri Lederer, 1870
- Zygaena haematina Kollar, 1849
- Zygaena halima Naumann, 1977
- Zygaena harterti Rothschild, 1925
- Zygaena hilaris Ochsenheimer, 1808
- Zygaena hindukuschi Koch, 1937
- Zygaena hippocrepidis Hübner, 1796
- Zygaena huguenini Staudinger, 1887
- Zygaena ignifera Korb, 1897
- Zygaena johannae Le Cerf, 1923
- Zygaena kavrigini Grum-Grshimailo, 1887
- Zygaena kermanensis Tremewan, 1975
- Zygaena laeta (Hübner, 1790)
- Zygaena laetifica Herrich-Schäffer, 1846
- Zygaena laphria Herrich-Schäffer, 1852
- Zygaena lavandulae (Esper, 1783)
- Zygaena lonicerae (Scheven, 1777) - valse vijfvlek-sint-jansvlinder
- Zygaena loti ([Denis & Schiffermüller], 1775) - dubbelvlek-sint-jansvlinder
- Zygaena loyselis Oberthür, 1876
- Zygaena lucasi Le Charles, 1946
- Zygaena lydia Staudinger, 1887
- Zygaena magiana Staudinger, 1889
- Zygaena magnifica Reiss, 1935
- Zygaena mana (Kirby, 1892)
- Zygaena manlia Lederer, 1870
- Zygaena marcuna Oberthür, 1888
- Zygaena maroccana Rothschild, 1917
- Zygaena marteni Reiss, 1943
- Zygaena merzbacheri Reiss, 1933
- Zygaena minos ([Denis & Schiffermüller], 1775) - bevernel-sint-jansvlinder
- Zygaena mirzayansi Hofmann & Keil, 2010
- Zygaena murciensis Reiss, 1922
- Zygaena naumanni Hille & Keil, 2000
- Zygaena nevadensis Rambur, 1858
- Zygaena niphona Butler, 1877
- Zygaena nocturna Ebert, 1974
- Zygaena nuksanensis Koch, 1937
- Zygaena occitanica (Villers, 1789)
- Zygaena olivieri Boisduval, [1828]
- Zygaena optima Reiss, 1939
- Zygaena orana Duponchel, 1835
- Zygaena osterodensis Reiss, 1921
- Zygaena oxytropis Boisduval, [1828]
- Zygaena pamira Sheljuzhko, 1919
- Zygaena persephone Zerny, 1934
- Zygaena peschmerga Eckweiler & Görgner, 1981
- Zygaena problematica Naumann, 1966
- Zygaena pseudorubicundus Klír & Naumann, 2002
- Zygaena punctum Ochsenheimer, 1808
- Zygaena purpuralis (Brünnich, 1763) - streep-sint-jansvlinder
- Zygaena ramburii Herrich-Schäffer, 1861
- Zygaena rhadamanthus (Esper, [1789])
- Zygaena rjabovi Holik, 1939
- Zygaena romeo Duponchel, 1835
- Zygaena rosinae Korb, 1903
- Zygaena rothschildi Reiss, 1930
- Zygaena rubicundus (Hübner, [1817])
- Zygaena rubricollis Hampson, 1900
- Zygaena saadii Reiss, 1938
- Zygaena sarpedon (Hübner, 1790)
- Zygaena sedi Fabricius, 1787
- Zygaena seitzi Reiss, 1938
- Zygaena senescens Staudinger, 1887
- Zygaena sengana Holik & Sheljuzhko, 1956
- Zygaena separata Staudinger, 1887
- Zygaena shivacola Reiss & Schulte, 1962
- Zygaena sogdiana Erschoff, 1874
- Zygaena speciosa Reiss, 1937
- Zygaena staudingeri Austaut, 1878
- Zygaena storaiae Naumann, 1974
- Zygaena tamara Christoph, 1889
- Zygaena teberdica Reiss, 1939
- Zygaena tenhagenova Hofmann, 2005
- Zygaena theryi Joannis, 1908
- Zygaena thevestis Staudinger, 1887
- Zygaena tingitana Reiss, 1937
- Zygaena transalpina (Esper, 1780) - zuidelijke sint-jansvlinder
- Zygaena transpamirina Koch, 1936
- Zygaena tremewani Hofmann & Reiss, 1983
- Zygaena trifolii (Esper, 1783) - vijfvlek-sint-jansvlinder
- Zygaena truchmena Eversmann, 1854
- Zygaena turkmenica Reiss, 1933
- Zygaena viciae ([Denis & Schiffermüller], 1775) - kleine sint-jansvlinder
- Zygaena wyatti Reiss & Schulte, 1961
- Zygaena youngi Rothschild, 1926
- Zygaena zoraida Reiss, 1943
- Zygaena zuleima Pierret, 1837